# Aide sociale en Suisse
Pour les articles homonymes, voir Aide sociale.
En Suisse, l'aide sociale est une des prestations sociales liée à la sécurité sociale. C'est une aide octroyée sous conditions de ressources en vertu de l'article 12 de la Constitution fédérale suisse, qui précise que la loi fédérale sur la compétence en matière d’assistance des personnes dans le besoin fait autorité pour les compétences cantonales.

## Subsidiarité
Ces prestations constituent le seuil le plus bas de la sécurité sociale en Suisse. Elles ne sont en effet versées qu’en dernier recours, lorsqu’il n’est pas ou plus possible de faire appel aux prestations des autres assurances sociales, selon le principe de subsidiarité.

## CSIAS
La Conférence suisse des institutions d'actions sociales, une association professionnelle qui édite et recommande des normes définissant le calcul du minimum vital, qui peuvent acquérir un statut légal par le biais des législations cantonales et communales.

## Chiffres
En 2004, 218 147 personnes étaient inscrites à l'aide sociale en Suisse, ce qui représente 3 % de la population. les 18-25 ans sont les plus touchés. Ce chiffre comprend 46,3 % de Suisses et 53,7 % de personnes étrangères. Les dépenses totales pour l'aide sociale en Suisse (y compris la politique d'asile) se sont élevées à 3 824,2 millions de francs suisses (2004). Les dépenses liées à la politique d'asile, représentent 24,4 % de cette somme soit 934 millions.
Toutefois, le pourcentage des personnes bénéficiant de l'aide sociale varie d'un canton à l'autre. En 2004, ce pourcentage est particulièrement élevé (en dessus de la moyenne) dans les cantons de Bâle-ville (6,5 %), Vaud (4,4 %), Neuchâtel (4,3 %), Zurich (3,8 %), Genève (3,6 %), Berne (3,6 %) et Fribourg (3,3 %).
Concernant le canton de Genève, les données de 2005 mettent en évidence 17 000 personnes bénéficiant d'une aide sociale financière (9 360 dossiers) pour un budget de 210 millions de francs.